# けんぷファー
『けんぷファー』は、築地俊彦による日本のライトノベル。イラストはせんむが担当。MF文庫J（メディアファクトリー）より2006年11月から2010年3月まで刊行された。
メディアミックスとして、『月刊コミックアライブ』（メディアファクトリー）2008年4月号から2013年8月号まで橘由宇によるコミカライズが連載された（当初は隔月連載で、2008年10月号から毎月連載）。2009年10月から同年12月まで、TBSテレビほかにてテレビアニメが放送され、特別編『けんぷファー für die Liebe』が2011年春に放送された。

## あらすじ
ごく普通の男子高生・瀬能ナツルはある朝、突然目が覚めると女になっていた。性転換してしまった事実に愕然とするナツルだが、追い討ちを掛けるように臓物アニマルのハラキリトラから「ケンプファーとして戦え」と告げられる。ナツルは、一切事情が分からないまま、戦いに巻き込まれていく。

## 登場人物
声の項はテレビアニメ版の担当声優。なお、本項では、男性のナツル（本来のナツル）を「ナツル（♂）」、女性のナツル（変身後）を「ナツル（♀）」、両方に共通することなら単に「ナツル」と表記する。

### メインキャラクター（主要人物）
瀬能 ナツル（せのう ナツル）
声 - 井上麻里奈
本作の主人公。自他共に認める地味で平凡な男子高校生。ある朝、目覚めると突然青の腕輪のケンプファーとなっていた。「ケンプファーは女性である必要がある」ということから、変身時は女性化（男の娘）する。男子部2年4組在籍だが、ケンプファーになって女に変身できるようになった後、病気療養から復学したとして、女子部2年4組にも籍を置かれていた。
楓に一途な想いを寄せるが、彼女が変身前後の自分に違う態度を見せる事に悩んでいる。尚、他の女性には無関心な上に極度の鈍感で、紅音、水琴、雫に好意を寄せられているにも関わらず、彼女達の日頃の振る舞いもあって全く気付いていない。
変身後は、アップスタイルの相当な美少女で、背も高く巨乳だが、声だけは変化しないので男の子みたいな声（ハスキーボイス）と言われる。アイテムは魔法（ツァウバー）で手から火の玉を打つ。学院内では男女問わず人気で、星鐵の三大美女に加わった。
現存するケンプファーの中で唯一の男女混在型であり、「戦いの鍵を握る存在」と「白」のケンプファーに言われている。
美嶋 紅音（みしま あかね）
声 - 堀江由衣
2年4組在籍で、ナツルより半年早く青の腕輪のケンプファーとなった少女。茶髪の眼鏡っ子でカチューシャを付けているが、変身後は髪が赤くなり、眼鏡とカチューシャが外れる。
普段はナツル（♂）並みに地味で星鐵学院美少女便覧からも洩れている為に分かりづらいが、ナツルも認める程の美人。スタイルも悪くはないが少々痩せ過ぎな為、他の女性と比べるとやや劣るものの、変身後はスタイルが良くなるらしい。また普段は内気な性格だが、変身後は好戦的かつ凶暴で口調も乱暴になる。
図書委員を務めており自身も本好きで読書関係の冗談は一切通じない。また美意識に関しては常人と多少ズレており、ナツル（♀）と服を買いに行った際は人格を疑うようなデザインの物ばかり持ってきていた。そのためか性格が正反対のますみと気が合うらしい。
ケンプファーに成りたてのナツルにいきなり戦いを挑むが、味方と分かり中断。後でその事を詫びる為ナツルを訊ねるが、彼に「（女物の服選びに）付き合って欲しい」と言われ、恋心を持つようになる。誤解はすぐに解けるも好意は変わらない。ナツルに自分の想いを全く気付いてもらえず、彼が楓の話をする度に不機嫌になる。
アイテムは1丁の銃（ゲヴェアー）。自身の意見を強要する際は銃を相手に向け、時には威嚇射撃もする。
三郷 雫（さんごう しずく）
声 - 名塚佳織
3年1組在籍の星鐵学院生徒会長。長い黒髪と抜群のスタイルを持つ美女。成績優秀、運動万能、品行方正で、1年生から生徒会長に就任、完全独裁体制で緩みがちだった校内秩序を引き締めたが、生徒の権利を身を挺して守っているので生徒はおろか教師からも人望は厚い。星鐵の二大美女の1人。
赤の腕輪のケンプファー。変身後は髪の内側のみプラチナブロンドになる。アイテムは鎖に付いた2本の短剣（シュヴェアト）。ケンプファーとしてもナツルより2年先輩であり、相当な数の青の腕輪を倒してきた凄腕。また無駄なことは一切しない徹底した合理主義者でもある。
ナツルと出会った当初は上記の目的を果たすための道具としか思っていない節があったが、文化祭直前には好意を持つようになった。ナツルへのアプローチは、彼に好意を寄せる3人のケンプファーの中で最も積極的である。
幼い頃はこんな人間になりたいとは思っておらず、噺家になりたかったらしい。現在でも落語は好き。
個人情報が謎に包まれている。謎めいた雰囲気も手伝ってかマゾヒズムな男子による「三郷雫様に罵ってもらう会」と言う非合法部活動がある。また都市伝説レベルではあるが、「汚れなき雫様を護るため近寄る連中を皆殺しにする友の会」もあると噂される。
近堂 水琴（こんどう みこと）
声 - 阿澄佳奈
1年3組在籍でナツルの幼馴染。紅音の友人でもあるが、3人揃うまでナツル、紅音、水琴は互いが知人であったことは知らなかった。両親が学者のため世界各地を飛び回っていて星鐵学院も入学直後に休学していたが、夏頃日本に帰国、復学した。髪は茶色で頭から2本アホ毛が飛び出ているが、変身後は金髪になり目つきが若干鋭くなる。
明るく天真爛漫で、細かいことは気にしない性格。昔からナツル（♂）に好意を寄せているが、彼は全然気付いていない。得意料理および好物はカレーとラーメンで、他人にも強要し中東ではカレー1つで未開の部族を手懐けるなど、彼女に掛かれば戦略兵器と化す。
「冒険に必要」とのことで数々の技術を習得しておりナツルの家に入る時はピッキングで入り素手で蛇や蜘蛛を捕まえるが、男の裸は苦手。ケンプファーとしての能力もかなり高く、ナツル以上の早さで自らの意思で変身できるようになった。ケンプファーとしてのアイテムは日本刀（シュヴェアト）。
沙倉 楓（さくら かえで）
声 - 中島愛
ナツルが想いを寄せる少女。髪を後ろで結えている緑色のリボンがトレードマーク。雫の幼馴染みで親友。クラスは作中に曖昧で、2年1組か2組在籍。
星鐵学院のアイドル的存在で星鐵の二大美女の1人。ナツル（♂）とは中学からの同級生。彼女を口説き落とせれば、東大に受かるという噂がある。
勘違いで襲ってきた紅音に襲われた所を助けられたことからナツル（♀）に一目惚れして告白したが、返事はもらっていない。一方でナツル（♂）は中学の頃からの友達程度にしか思っていない。
二面性が異様に強く、当初は明るく誰にでも優しかったが、徐々に冷酷で腹黒い面が目立ち始める。ナツル（♂）には極度に冷たく、会話自体は「合わせてやっている」に過ぎないが、ナツル（♀）には異常に温厚である。
自身が人にあげた臓物アニマルがモデレーターのメッセンジャーとなっている為、雫はモデレーターと何か関係があると断言しており、白のケンプファーとの繋がりを示す描写も見受けられる。

### 星鐵学院男子部
東田 幹仁（ひがしだ みきひと）
声 - 川原慶久
ナツル（♂）のクラスメイト。休み時間にはナツルと話そうとするが、相手にされないことが多い。非合法部活動の美少女研究会の会長。無類の女好きでナンパ癖がある上に女子生徒の盗撮も行っており、学校からマークされている。実はドMの為、変身後の紅音やナツル（♀）に罵られると喜ぶ。
半澤 友一（はんざわ ゆういち）
ナツル（♂）のクラスメイトで美少女研究会期待の新人。元アニメオタクで、感情の振幅が激しい。両親が二人ともレスリングの選手のため親には敬語を使い、「敬語は自分を守るための手段」と言っている。
実は野球部のピッチャーでレギュラーの4番。全力投球で150kmだせるが、それでも星鐵学院が負けたのは彼が深夜アニメに熱中して翌日の練習をサボるからである。

### 星鐵学院女子部
葛原 みどり（くずはら みどり）
生徒会役員で赤の腕輪のケンプファー。アイテムは2丁の銃（ゲヴェアー）。雫の行動を疑問視しており、モデレーターに報告していた。同性愛者で楓のことが好き。
西乃 ますみ（にしの ますみ）
声 - 三上枝織
1年3組在籍で、紅音と水琴の友人。20くらいの部にかけ持ちで所属する好奇心旺盛な少女。紅音と同じく異端の趣味を持っている。
副委員長
声 - 後藤邑子
委員長、会計と行動を共にする少女。「副委員長」の呼び名の由来は、3人の中で1人余ったからであり本当に副委員長を務めているかは不明。右目が前髪で隠れている。享楽的な性格でかなりの匂いフェチである。
委員長
声 - 小林悠希
ナツルが「眼鏡をかけていて委員長みたい」という理由で、しかも実際に委員長である為、「委員長」と呼んでいる。水商売を経営している姉がいる。
会計
声 - 荒浪和沙
常に電卓を携帯していることからナツルに「会計」と呼ばれている。実際、お金には大変厳しいが、本当に会計を務めているかは不明。ナツル（♀）転校時に悪徳商法を行ったり、何かとつけて彼女を利用してボッタクリを計画したりと、かなりの守銭奴。

### 白のケンプファー
声優（声優名）とキャラクターの苗字が一致するキャスティングとなっている。
植田 理香（うえだ りか）
声 - 植田佳奈
星鐵学院に通う姉から楓の配っていた臓物アニマルを偶然もらったためにケンプファーになった。よって、彼女だけ星鐵学院の生徒ではない。普段はピンクの切りそろえた髪をツーサイドアップにしている。アイテムは鎖鎌（シュヴェアト）。好戦的な性格をしている。
中尾 沙也香（なかお さやか）
声 - 中尾衣里
星鐵学院2年1組在籍。アイテムはサーベル（シュヴェアト）。図書委員ではあるが、変身前は図書委員の仕事に熱心ではなく、ギャルっぽい今時の少女らしいが、変身するとかなり丁寧な性格になる。
山川 涼花（やまかわ りょうか）
声 - 山川琴美
星鐵学院2年5組在籍。アイテムはサブマシンガン（ゲヴェアー）。変身前は年相応の典型的なアイドル顔だが、変身するとOLみたいに大人びた外見になる。
皆川 瞳美（みながわ ひとみ）
声 - 皆川純子
星鐵学院3年生。アイテムは魔法（ツァウバー）水色の火球。陸上部のエース。変身すると髪が緑色になる。白側のリーダー的存在。

### メインキャラクター（臓物アニマル）
某玩具メーカーが一山当てようとして発売した、はらわた（臓物）が飛び出ている動物のぬいぐるみのシリーズ。一部にケンプファーのアドバイザーとして、モデレーターのメッセンジャーが憑いているが、性格はともかく全員口が悪い。
元は「THE ハラワタ」という漫画のキャラクター商品で、後に独自のシリーズとして展開しアニメ化もされている。全然売れないため、在庫が東京湾を埋め立てるくらいあると噂されているが、プラモデル、ゲームソフト、トレーディングカードから皿やコップといった生活用品など様々な分野で展開されている。なお、楓の部屋は臓物アニマルシリーズで埋め尽くされている。ナツルは良い印象を持っていないが、憧れの楓の好きなシリーズなので否定できない。
作者は、動物は重複しても死に様は重複しないよう注意してデザインしているとのこと。
三雲岳斗のライトノベル『アスラクライン』第9巻に、「ストーカー御用達のアイテム」として臓物アニマルが登場している。作者が第5巻のあとがきで触れており、『アスラクライン』側のあとがきでも出典は本作であると明記されている。
後述しているように、アニメ版においては「元になった声優の声」そのままのキャスティングがなされた。
ハラキリトラ
声 - 野村道子
ナツルのアドバイザー。片目にアイパッチをしている。セップククロウサギと仲が良い。
ナツル曰く「昔の静香ちゃん」 のような声で丁寧語を喋る。口が悪い臓物アニマルの中で最も腹黒い。ナツルに毒舌を吐いては、彼にゴミ箱に投げ込まれることも少なくない。
セップククロウサギ
声 - 田村ゆかり
紅音のアドバイザー。充血した目がチャームポイント。非常に口が悪いが、落ち込む紅音を慰めるなど優しい一面もある。ハラキリトラと仲が良い。
声は紅音曰く「口の悪い田村ゆかり声」で、作中には田村が演じる他のアニメキャラの台詞や田村が出演した名前つながりのラジオネタがある。
カンデンヤマネコ
声 - 水樹奈々
雫のアドバイザー。毛が逆立っている。感電なのになぜか内臓が飛び出ている。
声は「水樹奈々みたい」とのこと。口調は上品かつ丁寧だが競争心も強く、初登場時は紅音と張り合った。
チッソクノライヌ
声 - 能登麻美子
水琴のアドバイザー。縄で自身の首をしめている。楓が投げたブーケの中に入っていた。気弱でボソボソとした喋り方をする。
声は紅音曰く ｢能登麻美子さんのような美しい声｣とのこと。初登場時に四字熟語でオチをつけたり、「いっぺん死んでみる？」と発言するなど特に声優ネタが多いキャラクター。

### その他のキャラクター（臓物アニマル）
ヒアブリライオン
声 - 内海賢二
楓が所持するぬいぐるみ。全身がちりちりになったライオン。
臓物アニマルの最初のキャラクターとされているが、これだけは「THE ハラワタ」のキャラクター商品の扱いらしく、臓物アニマルシリーズではない。楓によればメーカーはすぐに臓物アニマルシリーズに切り替えたため、短期間で販売中止となったようで「ヒアブリライオンは本当に少ない」とのこと。
なぜか楓が昔考えたキャラクターとそっくりらしく、楓はこれを偶然購入したという。
実は最初のメッセンジャーであり、他と同様会話が出来る。ただし、ハラキリトラによれば「人間で言えば80過ぎのおじいちゃんみたいなもの」らしい。やけに渋い声で「洋画の吹き替えをやっている人みたい」。雫に問い詰められてモデレーターの秘密の一端を明かすが、話の途中で寝てしまったために詳細は不明のままである。
ヒキニゲカバ
男子部と女子部の境界に近い楡の木の下に埋まっていた。ハラキリトラによると以前はメッセンジャーが取り憑いていたらしいが魂が抜けており、今はただのぬいぐるみ。元は多美子のアドバイザー。葛原も楓から渡されたが、多美子と同じ物かは不明。
バクハツペンギン
声 - 釘宮理恵
白のけんぷファー側のアドバイザー。前と後ろから内臓が飛び出ているペンギン。5円玉を使用した催眠術を使う。水琴曰く、性格は｢くぎゅうって感じの本物のツンデレ｣で声は ｢まるで釘宮理恵みたい｣とのこと。

### その他
モデレーター
ナツル達をケンプファーにした張本人たち。臓物アニマルに取り憑かせた「メッセンジャー」を通じてケンプファー達に指示をする。
正体は、別次元の宇宙の統率者によりケンプファーの生みだし方、戦いに関する情報を刷り込まれたことで発生した、楓の別人格である。
篠宮多美子（しのみや たみこ）
雫と楓の話に出た人物。雫より1つ年上で彼女に高校生活から生徒会、そしてケンプファーに関する様々なことを教えた。元赤のケンプファー。アイテムは魔法（ツァウバー）で火球を放つ。変身後は顔立ちが厳しくなり髪が青くなる。力をほとんど失った状態で青のケンプファーと戦い、逃げたと思った矢先、背後から拳銃で撃たれ絶命。死の間際雫に強く生きるよう残し、この世から消え去った。

## 作中用語
ケンプファー
ケンプファー［Kämpfer］とはドイツ語で「戦士」を意味する。敵対する相手（違う陣営のケンプファー）と戦うための存在で、なぜか女性でなければならないらしい（紅音によると｢ケンプファー｣は男性名詞で女性名詞は｢ケンプフェリン｣らしいのだが、詳細は不明。｢ケンプファー｣は本来、戦争の意味である｢カンプフ｣と同義語）。男が選ばれた場合は変身時に女になる（ただし、ナツル以外の例は未登場）。
変身前と変身後の違いは様々で雫と水琴は髪色が変わる程度だが、紅音は容貌や性格が大きく変わる。変身すると筋力や敏捷性が飛躍的に増加し、超人レベルの行動が可能となる。
変身と解除は最初は制御不能だが、ある程度経験を積むと自力で制御できるようになる。また、周りにケンプファーがいるとつられて変身してしまう（敵が戦う意思を持っている場合は強制的に）。変身を制御できるようになる直前はランダムで変身してしまうことがある。ナツルは2巻の終盤でようやく自力での変身と解除ができるようになった。なお、水琴は成り立てにも関わらずすでに自分の意思で変身を制御できるようでナツルは不審に思っている。
1か所に固まって出現する傾向があるため、残りのケンプファーも星鐵学院に通う可能性が高い。
ケンプファーは右手首に誓約の腕輪をしている（後述）。
雫によると、戦いに敗北するとこの世から消滅してしまう（真偽は不明）。
作中に登場したケンプファーは全員、「メッセンジャー」として（楓から貰った）臓物アニマルを所持している。ケンプファーに選ばれる基準と何らかの関係があるらしい。
ヒアブリライオンによると、ナツル達の世界とは別次元の宇宙で赤と青の勢力が戦争を繰り返しており、終わらない戦いに決着をつけるべく、別世界の生命体をケンプファーにしていたことが明かされた（要は代理戦争）。
モデレーター
別世界の生命体をケンプファーにして戦わせている存在。ナツル達の世界とは別次元の宇宙で戦争を繰り返していた赤と青の勢力が業を煮やし、双方の提案である「双方の代表戦士が決着をつける」「決着は他の生命体を使って決める」という提案を実現するため行動している。
自分達の決着に第三者を用いるということから自ら調停者(モデレーター)と名乗っており、自分達が目をつけた地球人からケンプファーを選ぼうとしている。ケンプファーを選ぶための現地協力者として沙倉楓を選び自分達の情報を教え込んでいた。
誓約の腕輪
ケンプファーに選ばれた者の右手首に装着されている。継ぎ目が無く、外すことは出来ない。
赤と青の2色があり、この腕輪の色で敵と味方を区別する。しかし、赤い腕輪をした雫と水琴が青い腕輪をしたナツル達と休戦状態に入り協力し始めたことからモデレーターは新たに白い腕輪を作った。
ケンプファーのパワーの源であるらしいが、詳細は不明。
変身する時と元に戻るときに白く発光する。
私立星鐵学院高等学校（しりつせいてつがくいんこうとうがっこう）
ナツル達が通う高校。昔は女子校で10年前から共学になった。共学ではあるが、校舎、校門、部活動などは男女別になっている。ただし、生徒会や委員会は男女一緒。また、図書館も「同じ本を2冊ずつ買うのは不経済」と言う理由で男女一緒。
10年前に共学になる際、OG（の嫉妬）により男女交際に厳しくなり、校外でも教師が町の中をうろつくほどである。
合法的に相互を行き来するには委員会に所属するか、非常に厳しく複雑な手続きをして証明書を発行してもらわなければならない。しかし非合法ルートがいくつかあり、それを管理する非合法部活動もある。
本文中の表記は「星鐵学院」となっているが、登場人物紹介では「星鐵学園」となっている。
星鐵の二大美女
星鐵学院の美少女2人のことで楓と雫のこと。2巻以降はこの2人にナツル（♀）が加わり星鐵の三大美女となった。
ミスコン
文化祭の生徒会主催のイベントの1つ。ミス星鐵学院コンテスト。しかし、実際は美少女研究会のイベント。
非合法部活動
男女交際に厳しい星鐵学院で、唯一男女一緒の部活動。東田が会長をやっている「美少女研究会」や男女校舎の行き来のための非合法ルートを管理している「男女正常交際地下委員会」などがある。他には「三郷雫様に罵ってもらう会」や2巻では「瀬能ナツル様（♀）と姉妹になる会」などができている。
教師には秘密であるが、美少女研究会では賄賂をつかませている教師もいる。そして、合法的な部活動は男女別で同じことをする所が2か所もあるために人数不足に悩まされているが、こちらは大反響である。

### ケンプファーのアイテム
ケンプファーが戦う際に使用する武器。使用者の意思により出現・消失出来る。ただ、魔法（ツァウバー）はアイテムが無い（ただし、紅音は最初にナツルと交戦した際、「発動アイテムがないとはかなりの手練」と発言している）。壊されても、しばらくしまっておくと復活する。
魔法（ツァウバー）
魔法を使って戦うケンプファーの武器。掌から火球を出して、標的に投げつける。ナツル、涼花、多美子が使い、使用者によって火球の色が違う。威力を調整することで攻防一体となる。
銃（ゲヴェアー）
銃を使って戦うケンプファーの武器。通常の銃と違い、弾切れを起こさない。紅音、葛原、瞳美が使う。気合で威力が調整できる。
剣（シュヴェアト）
剣を使って戦うケンプファーの武器。雫、水琴、理香、沙也香が使う。種類は既存のもの。

## 評価
日本近代文学研究者の久米依子は、本作を含む、主人公が「男の娘」化するライトノベルの作品群は、2005年のアダルトゲーム『処女はお姉さまに恋してる』の影響を受け、拡散されたものだと考察している。そこでは「男性として少女たちをリードするという面倒な手続きも不要なまま、主人公はセクシュアルな体験を楽しめる」（久米）というファンタジーが、主人公が女装・女体化することで可能になっているとしている。本作に対しては、久米はナツルが沙倉から女性同性愛の告白を受ける第1巻第4章の場面を例に挙げている。

## 既刊一覧

### 小説
- 築地俊彦（著）・せんむ（イラスト）、メディアファクトリー〈MF文庫J〉、全15巻
  - 『けんぷファー 1』、2006年11月30日初版第一刷発行（11月24日発売[8]）、ISBN 4-8401-1749-7
  - 『けんぷファー 2』、2006年2月28日初版第一刷発行（2月25日発売[9]）、ISBN 4-8401-1767-5
  - 『けんぷファー 3』、2007年3月31日初版第一刷発行（3月23日発売[10]）、ISBN 978-4-8401-1826-2
  - 『けんぷファー 4』、2007年6月30日初版第一刷発行（6月25日発売[11]）、ISBN 978-4-8401-1870-5
  - 『けんぷファー 5』、2007年9月30日初版第一刷発行（9月25日発売[12]）、ISBN 978-4-8401-2042-5
  - 『けんぷファー 6』、2008年1月31日初版第一刷発行（1月25日発売[13]）、ISBN 978-4-8401-2131-6
  - 『けんぷファー 7』、2008年4月30日初版第一刷発行（4月25日発売[14]）、ISBN 978-4-8401-2308-2
  - 『けんぷファー 8』、2008年7月31日初版第一刷発行（7月25日発売[15]）、ISBN 978-4-8401-2370-9
  - 『けんぷファー 8 1/2』、2008年10月31日初版第一刷発行（10月24日発売[16]）、ISBN 978-4-8401-2453-9（番外短編集）
  - 『けんぷファー 9』、2009年2月28日初版第一刷発行（2月25日発売[17]）、ISBN 978-4-8401-2668-7
  - 『けんぷファー 9 1/2』、2009年初版第一刷発行（3月25日発売[18]）、ISBN 978-4-8401-2725-7（番外短編集）
  - 『けんぷファー 10』、2009年7月31日初版第一刷発行（7月24日発売[19]）、ISBN 978-4-8401-2835-3
  - 『けんぷファー 10 1/2』、2009年9月30日初版第一刷発行（9月25日発売[20]）、ISBN 978-4-8401-3030-1（番外短編集）
  - 『けんぷファー 11』、2009年12月31日初版第一刷発行（12月25日発売[21]）、ISBN 978-4-8401-3134-6
  - 『けんぷファー 12』、2010年3月31日初版第一刷発行（3月25日発売[22]）、ISBN 978-4-8401-3254-1

### 漫画
- 築地俊彦（原作）・せんむ（キャラクター原案）・橘由宇（作画） 『けんぷファー』 メディアファクトリー〈MFコミックス アライブシリーズ〉、全10巻
  1. 2008年10月31日初版第一刷発行（10月23日発売[23]）、ISBN 978-4-8401-2282-5
  2. 2009年3月31日初版第一刷発行（3月23日発売[24]）、ISBN 978-4-8401-2548-2
  3. 2009年9月30日初版第一刷発行（9月23日発売[25]）、ISBN 978-4-8401-2917-6
  4. 2010年2月28日初版第一刷発行（2月23日発売[26]）、ISBN 978-4-8401-2985-5
  5. 2010年12月31日初版第一刷発行（12月23日発売[27]）、ISBN 978-4-8401-3718-8
  6. 2011年3月31日初版第一刷発行（3月23日発売[28]）、ISBN 978-4-8401-3774-4
  7. 2011年10月31日初版第一刷発行（10月22日発売[29]）、ISBN 978-4-8401-4046-1
  8. 2012年6月30日初版第一刷発行（6月23日発売[30]）、ISBN 978-4-8401-4481-0
  9. 2013年1月31日初版第一刷発行（1月23日発売[31]）、ISBN 978-4-8401-4782-8
  10. 2013年7月31日初版第一刷発行（7月23日発売[32]）、ISBN 978-4-8401-5084-2

## テレビアニメ
2009年3月にアニメ化企画進行中であることが発表され、同年10月から同年12月までTBSテレビほかにて放送された。同時期開始の『にゃんこい!』と同様に、TBS制作深夜アニメ初の全放送局16：9フルサイズ放送である。また、前期や同期のTBS制作深夜アニメと同様に、字幕放送を独立UHF局のサンテレビを除いた地上波各局で実施した。全12話。
原作で声優名が設定されていた一部の登場人物の声には、その声優本人が起用されている。その中でも、野村道子に関しては『ドラえもん』『サザエさん』以降、実に4年ぶりのテレビアニメ出演になる。
最終話については同枠で恒例の番外編という作りになっており、ケンプファーと臓物アニマルの声優が各自入れ替わって演じている。
特別編『けんぷファー für die Liebe』（けんぷファー フュア ディ リーヴェ）全2話のうち1話が2011年4月にTBSほかで放送され、2011年3月6日に開催されたイベントでテレビ未放送回が上映された。

### スタッフ
- 原作 - 築地俊彦（メディアファクトリーMF文庫J）[3]
- 監督 - 黒田やすひろ[3]
- シリーズ構成 - ふでやすかずゆき[3]
- キャラクター原案→原作イラスト - せんむ[7]
- キャラクターデザイン - 藤田まり子[3]
- 美術監督 - 廣瀬義憲[7]
- 色彩設計 - 梅崎ひろこ[7]
- 撮影監督 - 吉田寛[7]
- 編集 - 武宮むつみ[7]
- 音楽 - 加藤達也[7]
- 音楽プロデューサー - 伊藤善之[7]
- A&R - 関根陽一[7]
- 音楽制作 - ランティス[7]
- 音響監督 - えびなやすのり[7]
- プロデューサー - 田中豪[7]、栗田晃宏[7]、小池克実[7]、髙江勇次[7]
- 宣伝プロデューサー - 金子美里[7]
- アニメーション制作 - NOMAD[3]
- 製作協力 - キングレコード[7]、マックレイ[7]、メディアファクトリー[7]、ランティス[7]、ダックスプロダクション[7]、NOMAD[7]
- 製作 - 臓物アニマルカンパニー[7]、TBS[7]

### 主題歌

#### オープニング・エンディング
「あんりある♡パラダイス」
栗林みな実によるオープニングテーマ。作詞・作曲は栗林が行い、編曲は飯塚昌明が担当。
「ワンウェイ両想い」
瀬能ナツル、沙倉楓（声 - 井上麻里奈、中島愛）によるエンディングテーマ。作詞はこだまさおり、作曲は田代智一、編曲は安藤高弘。
「Choose my love!」
栗林みな実による『für die Liebe』オープニングテーマ。作詞はこだまさおり、作曲は栗林みな実、編曲は関野元規。
「妄想少女A」
美嶋紅音、セップククロウサギ（声 - 堀江由衣、田村ゆかり）による『für die Liebe』エンディングテーマ。作詞はこだまさおり、作曲は村井大、編曲は鈴木盛広。

#### 挿入歌
第4話で使用。全曲ともアルバム『けんぷファー キャラクターソングアルバム』に収録されている。作詞はこだまさおり。
「素顔でフォーリンラブ」
沙倉楓（声 - 中島愛）による挿入歌。作曲は南陽子、編曲はBY-P。
「ダーリンダーリン」
美嶋紅音（声 - 堀江由衣）による挿入歌。作曲は南陽子、編曲は三浦誠司。
「experiment」
三郷雫（声 - 名塚佳織）による挿入歌。作曲・編曲は橋本由香利。

### 各話リスト
| 話数                                               | サブタイトル                                                 | 脚本             | 絵コンテ       | 演出       | 作画監督                                     | 総作画監督                 |
| -------------------------------------------------- | ------------------------------------------------------------ | ---------------- | -------------- | ---------- | -------------------------------------------- | -------------------------- |
| #1                                                 | Schicksal 〜選ばれし者〜                                     | ふでやすかずゆき | 山崎みつえ     | 山崎みつえ | 藤田まり子、山内尚樹                         | 藤田まり子                 |
| #2                                                 | Glühen 〜死闘の開幕〜                                        | ふでやすかずゆき | 高村雄太       | 佐藤光     | 馬場絵理、宮崎修治                           | 藤田まり子 中村直人 古賀誠 |
| #3                                                 | Lilie 〜秘密の花園〜                                         | 福田裕子         | 宮崎なぎさ     | 嵯峨敏     | 李珠榮、奥野浩行                             | 古賀誠                     |
| #4                                                 | Kriegserklärung 〜戦う乙女たち〜                             | あおしまたかし   | こでらかつゆき | 浅見松雄   | 大河原晴男                                   | 古賀誠 藤田まり子          |
| #5                                                 | Komödie 〜ファーストキス〜                                   | あおしまたかし   | 宮崎なぎさ     | 飛鳥次郎   | 大田謙治、竹上貴雄                           | 古賀誠                     |
| #6                                                 | Heimkehr 〜敵か味方か〜                                      | 福田裕子         | 山崎みつえ     | 清水久敏   | 山本真嗣、柳瀬雄之 輿石暁、下川寿士 大田謙治 | 古賀誠                     |
| #7                                                 | Einladen 〜招かれざる客たち〜                                | 福田裕子         | 島津裕行       | 浅見松雄   | 大河原晴男                                   | 古賀誠                     |
| #8                                                 | Liebste 〜初めてのデート〜                                   | ふでやすかずゆき | 内田孝         | 長岡義孝   | 田中正之、内田孝                             | 古賀誠                     |
| #9                                                 | Hochsommer 〜恋の熱帯低気圧〜                                | あおしまたかし   | 菊池聡延       | 菊池聡延   | 竹上貴雄、石井久美                           | 古賀誠                     |
| #10                                                | Falle 〜ひと夏の経験〜                                       | あおしまたかし   | 山崎みつえ     | 山崎みつえ | 田村正文、輿石暁 馬場絵理                    | 古賀誠                     |
| #11                                                | Wählen 〜歓喜の歌〜                                          | ふでやすかずゆき | 坂田純一       | 井上茜     | 大田謙治                                     | 藤田まり子 古賀誠          |
| #12                                                | Weihnachten 〜臓物たちの奇跡〜                               | 福田裕子         | 中山岳洋       | 増田誠治   | 菊池聡延、柳瀬雄之                           | 古賀誠                     |
| けんぷファー für die Liebe（フュア ディ リーヴェ） |                                                              |                  |                |            |                                              |                            |
| #13                                                | Versuchung 〜抜け駆け〜                                      | ふでやすかずゆき | 菊池聡延       | 佐藤光     | 大田謙治、山崎輝彦 小澤円                    | 古賀誠                     |
| #14                                                | Jeden Tag Leben 〜けんぷファーのちょっといいとこ見てみたい〜 | 福田裕子         | 山崎みつえ     | 上田繁     | 内田孝、柳瀬雄之                             | 古賀誠                     |

### 放送局
| 放送地域               | 放送局       | 放送期間                      | 放送日時                     | 放送系列               | 備考         |
| 本編                   | 本編         | 本編                          | 本編                         | 本編                   | 本編         |
| ---------------------- | ------------ | ----------------------------- | ---------------------------- | ---------------------- | ------------ |
| 関東広域圏             | TBSテレビ    | 2009年10月2日 - 12月18日      | 金曜 1:29 - 1:59（木曜深夜） | TBS系列                | 制作局       |
| 中京広域圏             | 中部日本放送 | 2009年10月9日 - 2010年1月8日  | 金曜 2:30 - 3:00（木曜深夜） | TBS系列                |              |
| 兵庫県                 | サンテレビ   | 2009年10月12日 - 12月28日     | 月曜 1:30 - 2:00（日曜深夜） | 独立UHF局              |              |
| 日本全域               | BS-TBS       | 2009年11月1日 - 2010年1月24日 | 日曜 0:30 - 1:00（土曜深夜） | TBS系列 BSデジタル放送 |              |
| 番外編 (für die Liebe) |              |                               |                              |                        |              |
| 関東広域圏             | TBSテレビ    | 2011年4月8日                  | 金曜 1:59 - 2:29（木曜深夜） | TBS系列                | 制作局       |
| 兵庫県                 | サンテレビ   | 2011年4月12日                 | 火曜 1:35 - 2:05（月曜深夜） | 独立UHF局              |              |
| 京都府                 | KBS京都      | 2011年4月14日                 | 木曜 1:00 - 1:30（水曜深夜） | 独立UHF局              | 本編は未放送 |
| 中京広域圏             | 中部日本放送 | 2011年4月15日                 | 金曜 2:15 - 2:45（木曜深夜） | TBS系列                |              |
| 日本全域               | BS-TBS       | 2011年5月1日                  | 日曜 1:00 - 1:30（土曜深夜） | TBS系列 BSデジタル放送 |              |

### 関連CD

#### 主題歌
- あんりある♡パラダイス（2009年10月21日、LACM-4657）
- ワンウェイ両想い（2009年11月11日、LACM-4662）
- Choose my love!/妄想少女A（2011年4月20日、LACM-4795）

#### アルバム
- けんぷファー オリジナルサウンドトラック（2010年1月13日（7月12日再発売）、LACA-5994）
- けんぷファー キャラクターソングアルバム（2010年1月27日（7月26日再発売）、LACA-5988）
- けんぷファー ドラマアルバム（2010年3月10日、LACA-5995）

### 映像特典
ノンテロップ映像や変身シーン集以外は、いずれのタイトル名もTBSのバラエティ番組が元となっている。レンタル版DVDでは映像特典は省かれている。
- 第1巻 - 映像特典「ノンテロップED」「ノンテロップOP」、ピクチャードラマ「ぞうもつ奇想天外！」
- 第2巻 - 映像特典「カンデンヤマネコの臓物フレンドパーク」「三郷雫生徒会長を気持ち良くしてあげました（別カメラバージョン）」
- 第3巻 - 映像特典「セップククロウサギの臓物フレンドパーク」「ナツル&紅音 秘密の更衣室 妄想バージョン」
- 第4巻 - 映像特典「ノンクレジットOP ver.2」「チッソクノライヌの臓物フレンドパーク」
- 第5巻 - 映像特典「ハラキリトラの臓物フレンドパーク」
- 第6巻 - 映像特典「ケンプファー変身シーン集：ナツルver.」「ケンプファー変身シーン集：紅音ver.」「ケンプファー変身シーン集：水琴ver.」「ケンプファー変身シーン集：雫ver.」「三郷雫 禁断のシャワールーム」「ヒアブリライオンの臓物フレンドパーク」

#### ぞうもつ奇想天外!
DVD&BDの第1巻に収録されている、映像特典ピクチャードラマ。元ネタは『どうぶつ奇想天外!』。
スタッフ
- シナリオ - 築地俊彦
- イラスト - せんむ
- 製作 - 臓物アニマルカンパニー

#### 臓物フレンドパーク
DVD&BDの第2巻から第6巻までに収録されている、映像特典のオリジナルバラエティー番組。元ネタは『東京フレンドパーク』であるが、番組の進行はtvkの『saku saku』を模したものになっている。
第2巻 カンデンヤマネコの臓物フレンドパーク
出演 - カンデンヤマネコ（水樹奈々）、井上麻里奈、堀江由衣、名塚佳織、阿澄佳奈、中島愛
第3巻 臓物フレンドパーク セップククロウサギ編

第4巻 臓物フレンドパーク チッソクノライヌ編

第5巻 臓物フレンドパーク ハラキリトラ編

第6巻 臓物フレンドパーク ヒアブリライオン編

#### おまけ映像
DVD&BDの第3巻と第6巻に収録されている映像特典。メニュー画面で『全編再生』にボタンを合わせ、「上」への操作をすると出てくる臓物アニマルのアイコンを選択し、再生する。
- 第2巻 三郷雫生徒会長を気持ち良くしてあげました（別カメラバージョン）
- 第3巻 ナツル&紅音 秘密の更衣室 妄想バージョン その1/その2
- 第6巻 三郷雫 禁断のシャワールーム

### インターネットラジオ
『ラジオ けんぷファー 賢二と愛のわくわく臓物ランド』（ - けんじとめぐみのわくわくぞうもつランド）は2009年9月4日から12月25日まで音泉にて毎週金曜日に配信された、テレビアニメと連動するインターネットラジオ番組。全17回。タイトルは、かつてTBSテレビで放送されていた『わくわく動物ランド』のもじり。
パーソナリティーは、沙倉楓役の中島愛とヒアブリライオン役の内海賢二（#12・#13は欠席）。内海はアニラジのメインパーソナリティー初挑戦。配信開始時は内海がヒアブリライオン役であることを秘密にしていたため、12月4日配信分までは番組紹介のページにある役名とキャラの画像が伏せられており、挨拶の時も役名部分がSEの音で伏せられていた。アニメ本編第11話（12月10日）に登場以降は第16回（12月18日配信）から解禁された。
音泉番組紹介のコメントは第3回までは内海本人が書いていたが、第4回以降は「（代筆・愛）」と最終回まで記された。

#### コーナー
モツオタ
人形のお腹の中に詰め込まれたふつおたを腹の中に手を入れ、メッセージを取り出し紹介する。
新鮮ハラワタ市場
リスナーがお腹の中に溜め込んでいる、はらわたが煮えくり返るような不満や心の叫びを2人が代わりに叫んでいく。
着五臓六腑
2人に言ってほしい五臓六腑に染み渡る叱咤激励のセリフを募集。セリフを言わせる指定は出来る。
賢プファー
賢プロのゴッドファーザー、略して賢プファーの内海が『けんぷファー』にどんな役で登場するのか妄想たっぷりに予想するコーナー。
女子になるやいなや
朝起きたら突然女になってしまう主人公・ナツルにちなんで、リスナーが急に女になってもいいように「女の子に関する初歩的な質問」を中島が女性代表として出来る範囲で答えていく。
2人揃えば東大だって受かる
年の差があるが（中島と内海は52歳差）、ラジオの定番「○○と言えば?…せーの!」に挑戦。
コーナー名の由来は、「2人が揃えばリスナー全員が東大に受かるぐらい奇跡だから」ということに因む。
答えが合致するたびにコーナーは「終了」し、次回からは別の大学名で新コーナーとして同じ内容で進行していた。コーナー名の変遷は以下の通り。
- 2人揃えば東大だって受かる（#1~#3）
- 2人揃えば東大京大だって受かる（#4~#6）
- 2人揃えば京大マサチューセッツ工科大学だって受かる（#7~#13）
- 2人揃えばマサチューセッツ工科大学ソルボンヌ大学だって受かる（#14~#16）

#### ゲスト
- #8・#9（2009年10月23日・10月30日） 井上麻里奈（瀬能ナツル役）
- #12・#13（11月20日・11月27日） 名塚佳織（三郷雫役） - 内海の代理としてパーソナリティーを担当。
- #16（12月18日） 野村道子（ハラキリトラ役）

| TBS 金曜 1:29 - 1:59（木曜深夜） | TBS 金曜 1:29 - 1:59（木曜深夜） | TBS 金曜 1:29 - 1:59（木曜深夜） |
| 前番組                           | 番組名                           | 次番組                           |
| -------------------------------- | -------------------------------- | -------------------------------- |
| PandoraHearts                    | けんぷファー                     | ひだまりスケッチ×☆☆☆             |